# Мортон, Джон
Джон Мортон (англ. John Morton; ок. 1420 года — 15 сентября 1500 года, Ноул-хаус) — английский государственный деятель и кардинал.

## Биография
Получил образование в Оксфорде, где ему была присвоена степень доктора теологии.
Во время войны Роз он отдал свои симпатии Ланкастерам, в результате чего все их неудачи неминуемо затрагивали и его тоже. Несмотря на это, король Эдуард IV относился к нему хорошо и использовал его талант на дипломатическом поприще.
В 1474 года Мортон стал архидиаконом Винчестера и Честера, в 1479 году — епископом Эли. После смерти Эдуарда IV он принял участие в заговоре Гастингса против Ричарда III. Сам Мортон утверждал, что 13 июня 1483 года в Тауэре, во время встречи лордов, Ричард неожиданно подозвал в комнату своих вооружённых людей. После этого Гастингс был арестован и казнён на первой попавшейся плахе.
Но существует и другая версия этих событий — хроники показывают, что Гастингса арестовали, содержали в тюрьме и судили, после чего казнили в полном соответствии с законом. Самое интересное, что Мортон также был арестован, но вскоре отпущен по приказу самого Ричарда.
Именно Джон Мортон стал автором положений, в которых говорится, что:
- Ричард III Йорк убил (приказал убить) заключённых в Тауэре принцев Эдуарда и Ричарда, сыновей короля Эдуарда IV;
- Ричард III имел непосредственное отношение к смерти своего брата Джорджа, герцога Кларенса;
- Ричард III убил первого мужа Анны Невилл, Эдуарда, принца Уэльского, сына слабоумного короля Генриха VI и королевы Маргариты Анжуйской;
- Ричард силой принудил Анну Невилл выйти за него замуж, а впоследствии — планировал убить свою жену и вступить в кровосмесительный брак с племянницей, Елизаветой Йорк (дочерью Эдуарда IV).
- Ричард III, согласно распущенным Джоном Мортоном слухам, обвинил свою мать в любовной связи неизвестно с кем, а своего брата Эдуарда — в том, что тот не является сыном Ричарда, герцога Йорка, а потому не имеет никаких прав на престол.

За усердное служение новому королю Генриху VII Мортон получил титул архиепископа Кентерберийского, а в 1493 году папа Александр VI сделал его кардиналом.
Участвовал в разработке налоговой системы, предназначенной для обеспечения казны деньгами на войну с Францией; его именем в связи с этим назван парадокс «Вилка Мортона».

## В культуре
- «Белая принцесса» (2017, роль Джона Мортона исполнил Кеннет Крэнем).